# Třídění z hlediska stability
Třídění z hlediska stability je termín navržený evolučním biologem Jaroslavem Flegrem pro proces hromadění stabilních struktur v čase: Entity, které se mění, přicházejí a odcházejí, zatímco entity, které jsou stabilní nebo neustále vznikají, se hromadí a převažují. Třídění z hlediska stability se týká všech živých i neživých systémů, které procházejí evolucí v širším slova smyslu (tj. systémů s pamětí hromadících změny a procházejících tak historickým vývojem), a podléhají mu materiální i nemateriální entity.
Nejznámější popis tohoto procesu pochází z knihy Richarda Dawkinse Sobecký gen. Tento všeobjímající fenomén však zmiňují i další autoři a jeho konkrétních manifestací si povšimla řada badatelů z biologických i nebiologických oborů. V různých oborech a u různých badatelů byl však doposud popisován pod různými jmény.
Třídění z hlediska stability je možné rozdělit na dva fenomény. Třídění z hlediska statické stability jednoduše preferuje znaky, které zvyšují persistenci svých nositelů. Tříděné entity mohou vznikat nezávisle jedna na druhé, nemusí se množit a nemusí vykazovat žádnou dědivost. Třídění z hlediska dynamické stability je speciálním případem třídění z hlediska stability, který vyžaduje existenci nějaké formy dědičnosti a jehož základem je kompetice o co největší rozdíl mezi rychlostí vytváření vlastních kopií a rychlostí jejich zanikání. Jinými slovy, jedná se o přirozený výběr. V biologické evoluci se na různých úrovních uplatňují oba typy třídění z hlediska stability.
Většina badatelů, kteří se fenoménem třídění z hlediska statické stability zabývala ve větší šíři, jej nepovažuje za evolučně zajímavý a nepokládá za možné, že by jeho prostřednictvím mohly vzniknout zajímavé biologické adaptace. Opačný názor vyjádřili např. Bouchard, Bourrat nebo Doolittle, konceptuálně jej však rozvedl a na důležitost jeho role v biologické evoluci poukázal až Flegr. Podle Flegra může být třídění zodpovědné za celou řadu mikroevolučních a zejména makroevolučních jevů, např. široké rozšíření a persistenci sexuality či altruistického chování, patrnost evoluční stáze či planetární homeostáze (viz teorie Gaia) nebo univerzálně rozšířený pokles disparity v rámci jednotlivých evolučních linií (viz hromadění nevratně "zamrzlých" znaků popisované teorií zamrzlé evoluce). Kromě toho může třídění z hlediska statické stability stát také za řadou fenoménů kulturní evoluce. Na rozdíl od selekce, která je oportunistická, dokáže třídění z hlediska statické stability hromadit i znaky, které jsou momentálně nevýhodné, ale jsou výhodné z hlediska dlouhodobé persistence tříděných entit. Třídění z hlediska statické stability postrádá efekt amplifikace spočívající v přednostním namnožení výhodných variant. Proto pracuje pomaleji než selekce a obvykle nedokáže vytvořit složité adaptace; tříděny jsou v jeho průběhu různé preadaptace a spandrely. Z dlouhodobého hlediska však má v evoluci a zejména v makroevoluci konečné slovo.
Třídění z hlediska stability může být simulováno např. v celulárních automatech jako je model Life.
Jaroslav Flegr také navrhuje, že by mohl být koncept použit k vysvětlení, proč časem převládla ve státech světa demokracie či možnosti existence boha/bohů: 
| „ | „Evoluční biolog by to možná neměl teologům ani prozrazovat, ale třídění z hlediska stability může být dějem odpovědným za existenci boha či bohů. Jestliže kdykoli v patrně nekonečných dějinách vesmírů vznikla (nejspíš nějakou variantou biologické evoluce) rozumná bytost, která dokázala přežít zánik svého vesmíru, například s využitím pohybu v čase či hyperprostoru, musí být nutně v současnosti vybavena stejně nepředstavitelnými možnostmi a schopnostmi, jaké obvykle přisuzujeme všemocnému bohu. Pravděpodobnost vzniku takové bytosti je sice nesmírně nízká, během nekonečně dlouhé doby k ní však s velkou pravděpodobností dojde. Jestliže by podobné rozumné bytosti vznikly až v průběhu dějin našeho vlastního vesmíru, budou jejich schopnosti sice menší než schopnosti boha či bohů vzniklých v minulých vesmírech, ale i tak budou schopnosti těch, co vznikly dávno před námi, z pohledu dnešního člověka nejspíš nekonečné. Stačí si uvědomit, jak všemocní bychom se museli jevit našim předkům žijícím zde před ubohými pár stovkami let.“ | “ |